# Дегтярьов Володимир Іванович
Володимир Іванович Дегтярьов (рос. Владимир Иванович Дегтярёв; 19 серпня 1920, Ставрополь — 16 жовтня 1993, Київ) — інженер, радянський державний діяч, Герой Соціалістичної Праці (26.04.1957). Член ЦК КПУ (в 1966—1976 роках). Кандидат у члени Політбюро ЦК КП України (у березні 1966 — березні 1971). Член Політбюро ЦК КП України (у березні 1971 — січні 1976). Член ЦК КПРС (у 1966—1976 роках). Депутат Верховної Ради УРСР 8—11-го скликань. Депутат Верховної Ради СРСР 6—9-го скликань.

## Біографія
Народився 19 серпня 1920 року в родині робітника-залізничника в місті Ставрополі. Закінчив середню школу.
У 1938–1942 роках навчався в Московському гірничому інституті.
У 1942–1944 роках — начальник дільниці вентиляції шахти № 7 тресту «Хакасвугілля» (Черногорськ, Красноярського краю).
У січні 1944–1946 роках — начальник дільниці, помічник головного інженера шахти «Неждана» тресту «Шахтантрацит» (Ростовська область).
Член ВКП(б) з 1945 року.
У 1946–1948 роках — головний інженер шахти № 15-16 тресту «Гуковвугілля» (Ростовська область).
У 1948–1950 роках — головний інженер шахти № 1 «Центральна» тресту «Красноармійськвугілля» (Сталінська область). У 1950–1953 роках — начальник шахти № 1 «Центральна» тресту «Красноармійськвугілля» (Сталінська область).
У 1953–1957 роках — керуючий тресту «Чистяковантрацит» (Сталінська область).
У серпні (затв.) 1957 — березні 1962 року — секретар Сталінського обласного комітету КП України.
У березні 1962 — січні 1963 року — голова Ради народного господарства Донецького економічного адміністративного району (раднаргоспу).
У січні — липні 1963 року — 2-й секретар Донецького промислового обласного комітету КП України.
11 липня 1963 — 7 грудня 1964 року — 1-й секретар Донецького промислового обласного комітету КП України.
7 грудня 1964 — 6 січня 1976 року — 1-й секретар Донецького обласного комітету КП України.
26 грудня 1975 — 23 січня 1987 року — голова Державного комітету з нагляду за безпечним веденням робіт у промисловості і гірничому нагляду при Раді Міністрів Української РСР.
З січня 1987 року — на пенсії.
Жив у Києві. Помер 16 жовтня 1993 року. Похований в Києві на Байковому кладовищі (ділянка № 1).

## Наукові праці
- Дегтярев В. И. Исследование и выбор рациональных параметров роторных пневматических двигателей: Автореф. дис… канд. техн. наук / В. И. Дегтярев; Ленингр. горн. ин-т им. В. Алеханова. — Л.: Б. и., 1969. — 24 с.
- Дегтярев В. И. Производительность труда на шахтах Донбасса / В. И. Дегтярев. — К.: Техніка, 1964. — 153 с.
- Дегтярев В. И. Сельский слесарь / В. И. Дегтярев. — М.: Колос, 1984. — 127 с.
- Дегтярьов В. І. У боротьбі за науково-технічний прогрес / В. І. Дегтярьов. — К.: Політвидав, 1972. — 115 с.
- Дегтярев В. И. Химия — ударный фронт / В. И. Дегтярев. — Донецк: Донбасс, 1964. — 46 с.

## Нагороди, пам'ять
- Герой Соціалістичної Праці (26.04.1957)
- чотири ордени Леніна (26.04.1957, 29.06.1966, 18.08.1970, 8.12.1973)
- орден Трудового Червоного Прапора (1.01.1948)
- орден Дружби народів (29.04.1986)
- медаль «За трудову відзнаку» (29.08.1953)
- медалі
- Почесна грамота Президії Верховної Ради Української РСР (18.08.1980)
- почесний знак «Шахтарська слава» всіх трьох ступенів

21 листопада 2001 року у Ворошиловському районі Донецька на вулиці Артема (сквер біля ЗОШ № 54) встановлено бронзовий бюст Володимира Дегтярьова. Пам'ятник створено скульптором Юрієм Івановичем Балдіним та архітектором Артуром Львовичем Лукіним. На будівлі Ворошилівського виконкому, в якому він працював, встановлена меморіальна дошка і меморіальна табличка на будівлі магазину «Дончанка».